# 列特尔
列特尔（法語：Liettres，法語發音：[ljɛtʁ]）是法国上法蘭西大區加来海峡省的一个市镇，属于贝蒂讷区。

## 地理
列特尔（50°35'44"N, 2°20'32"E）面积3.07 平方千米，位于法国上法蘭西大區加来海峡省，该省份为法国北部沿海省份，西北濒北海，南至索姆省，东临北部省。
与列特尔接壤的市镇（或旧市镇、城区）包括：布莱西、埃特雷布朗什、兰盖姆、凯尔讷、雷利、维泰尔讷斯。
列特尔的时区为UTC+01:00、UTC+02:00（夏令时）。

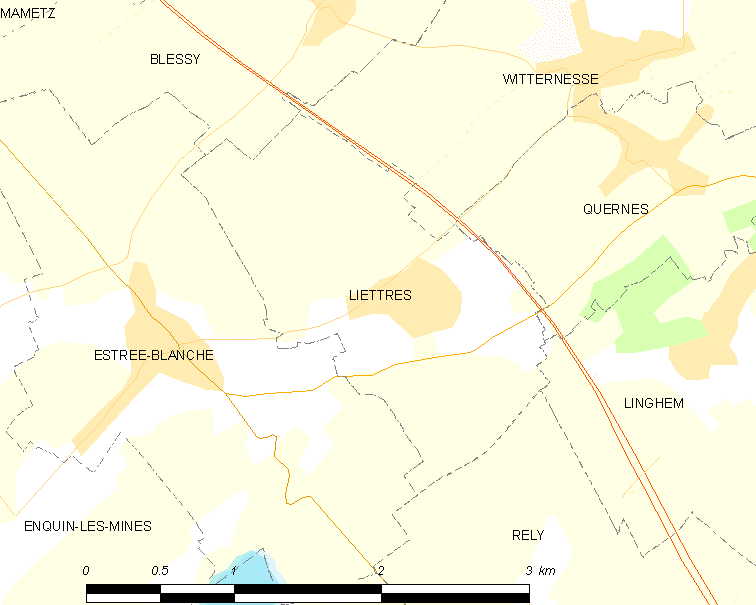
列特尔的OSM定位图

## 行政
列特尔的邮政编码为62145，INSEE市镇编码为62509。

## 政治
列特尔所属的省级选区为利斯河畔艾尔县。

## 人口

1962-2008年间列特尔人口变化图示

列特尔于2022年1月1日时的人口数量为368人。